# Абано Кальчо
«Абано Кальчо» (італ. Abano Calcio) — італійський футбольний клуб з міста Абано-Терме, Венето. Заснований у 1950 році.